# 고슬링 이맥스
고슬링 이맥스(Gosling Emacs, 흔히 "Gosmacs" 또는 "gmacs"로 줄여서 부름)는 1981년 제임스 고슬링이 C로 작성한 이맥스 구현체로, 현재는 단종되었다.
고슬링은 1970년대부터 "이맥스 공동체"가 요구했던 대로, 고슬링 이맥스가 정식적인 제한 없이 재배포되도록 허용했으며, 자신의 저작권을 인정하는 서한만 요구했다. 이후 고슬링은 이맥스를 계속 사용하고자 했고, 동일한 권리로 이맥스를 관리할 사람을 찾았지만 실패한 후, 결국 UniPress에 자신의 이맥스 버전을 판매했다. 유니프레스가 합리적인 조건으로 이맥스를 판매하기로 동의했기 때문이다. 리처드 스톨먼과 유니프레스 간의 분쟁은 이멕스의 최초 공식 라이선스 제정으로 이어졌고, 이는 1980년 의회가 소프트웨어 저작권을 도입하면서 GPL이 되었다.